# Chlorophorus hainanicus
Chlorophorus hainanicus là một loài bọ cánh cứng trong họ Cerambycidae.